# Edgar Wind
Edgar Wind (Berlim, 14 de maio de 1900 – Londres, 12 de setembro de 1971) foi um historiador da arte interdisciplinar Grã-Bretanha, nascido na Alemanha, especializado em iconologia do Renascimento.
É citado como pertencente à escola de historiadores da arte associados com Aby Warburg e o Instituto Warburg, e também como o primeiro professor de História da Arte da Universidade de Oxford.
É mais conhecido por sua pesquisa sobre alegoria e o uso da mitologia pagã durante os séculos XV e XVI, e por seu livro "Mistérios pagãos do Renascimento".